# Chanchito
Chanchito (Australoheros facetus) är en fiskart som först beskrevs av Leonard Jenyns 1842.  Chanchito ingår i släktet Australoheros och familjen Cichlidae. Inga underarter finns listade i Catalogue of Life.